# 御法川英文
御法川 英文（みのりかわ ひでふみ、1936年4月3日 - 2003年4月24日）は、日本の政治家。自由民主党衆議院議員を4期務めた。秋田県仙北郡田沢湖町（現・仙北市）出身。秋田県立大曲農業高等学校を経て明治大学政治経済学部卒業。衆議院議員・御法川信英は長男。

## 来歴・人物
自由民主党職員を経て、1975年に仙北郡選挙区から秋田県議会議員に初当選。3期務めた後、衆議院議員選挙に立候補。2度目の立候補となる1990年の第39回衆議院議員総選挙で初当選。1996年の総選挙以降は、自民党の村岡兼造衆議院議員とコスタリカ方式で比例区と小選挙区から2回おきに交互に立候補することで合意し、中選挙区（旧秋田2区）時代2期、比例選出2期を含め連続4期当選。国土政務次官、自民党国会対策副委員長などを歴任した。
2003年の第43回衆議院議員総選挙には、小選挙区（秋田3区）から立候補する予定であったが、同年3月に体調を崩して入院し、議員在職中の同年4月24日、肝不全のため、秋田県大曲市の仙北組合総合病院で死去した。67歳没。死没日付をもって従四位勲二等に叙され、旭日重光章を追贈された。追悼演説は同年5月20日の衆議院本会議で、コスタリカ方式を組んでいた村岡兼造により行われた。
御法川の死去による欠員補充として比例東北ブロック自由民主党比例名簿から次点者の津島恭一が繰上当選となった。なお、子の信英が父の地盤を継承した。